# Vito Campanella
Vito Campanella (Monopoli, Itália, 17 de outubro de 1932 - Buenos Aires, Argentina, 26 de dezembro de 2014) foi um pintor italiano , residente na Argentina. A sua obra é predominantemente surrealista, sendo um dos artistas mais destacados desse movimento.

## Biografia
Desde muito jovem frequenta escolas de arte em sua cidade natal, tendo inclusive feito mural na igreja da cidade. Em Florença, participa de diversas atividades culturais e começou a melhor desenvolver sua vocação artística. Em Roma recebe influência do Surrealismo ao conhecer o mestre Salvador Dalí. Na década de 1950 se interessar pelos movimentos da pintura latino-americana e da Argentina. Es así que participó en el Salón Metamorfosis del Grand Palais de Champs-Élysées y el Salón d'Autumne Vallambreuse, ambos en París.
Na década de 1960, já residindo na Argentina, fez várias obras importantes que foram exibidas internacionalmente. Após mais de 50 anos dedicados à pintura, Vito Campanella é considerado um artista universal, denominado Mestre pelo prestigioso Dicionário Suíço de Arte "Líderes da Arte do Mundo". No Brasil, em São Paulo participou das exposições coletivas "4 Pintores" (1979) e "4 Décadas" (2001); além da mostra individual "A Bíblia" (1980).
Ele morreu na cidade de Buenos Aires, capital argentina, em 26 de dezembro de 2014 e seus restos mortais foram cremados no Cemitério Parque Iraola, na cidade de Hudson, na Província de Buenos Aires.